# Ілічовка (Флорештський район)
Ілічовка (рум. Iliciovca) — село у Флорештському районі Молдови. Адміністративний центр однойменної комуни, до складу якої також входить село Майскоє.

## Населення
За даними перепису населення 2004 року у селі проживали 1473 особи.
Національний склад населення села:
| Національність       | Кількість осіб | Відсоток |
| -------------------- | -------------- | -------- |
| українці             | 1124           | 76,3%    |
| молдавани            | 319            | 21,7%    |
| росіяни              | 23             | 1,6%     |
| болгари              | 3              | 0,2%     |
| поляки               | 1              | 0,1%     |
| інша / без відповіді | 3              | 0,2%     |
| Всього               | 1473           | 100%     |